# Monika Geilsdorf
Monika Geilsdorf (* 28. Juli 1949 in Schlema) ist eine deutsche Malerin der Leipziger Schule.

## Leben und Werk
Monika Geilsdorf machte nach dem Abschluss der 10. Klasse der Polytechnischen Oberschule von 1966 bis 1968 am Institut für Lehrerbildung „Walter Wolf“ in Weimar ein Lehrerstudium. In dieser Zeit nahm sie Mal- und Zeichenunterricht bei Otto Paetz und Engelbert Schoner. Nach dem Abbruch des Studiums absolvierte sie von 1969 bis 1970 eine Lehre als Bauzeichnerin. Von 1970 bis 1975 studierte sie an der Hochschule für Grafik und Buchkunst (HGB) in Leipzig bei Fritz Fröhlich, Karl-Georg Hirsch, Irmgard Horlbeck-Kappler und Volker Stelzmann. Als Diplomarbeit schuf sie Illustrationen zu Franz Fühmanns Erzählung Kapitulation. Das Buch wurde von der Hochschule 1975 in einer Auflage von 30 Exemplaren veröffentlicht.
Seit 1975 arbeitet Monika Geilsdorf als freischaffende Künstlerin in Leipzig. Neben ihrer künstlerischen Tätigkeit war sie von 1981 bis 1988 in Leipzig Leiterin volkskünstlerischer Zirkel.
Monika Geilsdorf war von 1978 bis 1990 Mitglied des Verbands Bildender Künstler der DDR. In der DDR-Zeit unternahm sie Studienreisen u. a. in die Sowjetunion, die Niederlande, nach Italien und Österreich.
Ihr 1977/78 auf der VIII. Kunstausstellung der DDR ausgestelltes Selbstbildnis (Mischtechnik, 51,5 × 38,5 cm, 1976; Brandenburgisches Landesmuseum für moderne Kunst) war 2022 anlässlich der Eröffnung des Potsdamer Museums Minsk eines der meistbeachteten Exponate. Es ist eines der Werke der Kunst der DDR, die diese Ausstellung als „… eine legitime Tochter der Moderne und der Aufklärung und nicht … Anachronismus der Kunstgeschichte behandelt.“
Monika Geilsdorf heiratete 1974 den Maler Andreas Deckardt.
Werke Monika Geilsdorfs befinden sich u. a. auch in der Kunsthalle der Sparkasse Leipzig und im Museum der bildenden Künste Leipzig.

## Weitere Werke (Auswahl)
- Bildnis Friede G. (Mischtechnik, 80 × 60 cm, 1977; ausgestellt auf der VIII. Kunstausstellung der DDR; Museum für bildende Kunst Leipzig)[4]
- Gedenkblatt für die tote Mutter (Pastell, 101,5 × 75 cm, 1985; ausgestellt auf der X. Kunstausstellung der DDR)

## Ausstellungen (unvollständig)

### Einzelausstellungen
- 1985: Leipzig, Galerie Süd (Pastelle)
- 1990: Leipzig, Galerie Wort und Werk (Malerei, mit Günter Huniat)
- 1994: Höfgen-Kaditzsch, Denkmalschmiede Höfgen („Schwarze Gesänge“, Malerei und Objekte)

### Ausstellungsbeteiligungen
- 1979 und 1985: Leipzig, Bezirkskunstausstellungen
- 1979: Leipzig, Museum der bildenden Künste („Charaktere – Porträtschaffen in den 70er Jahren in der DDR“)
- 1979: Prag („Junge Kunst der DDR“)
- 1979: Budapest und Bukarest („Junge Künstler der DDR“)
- 1982: Leipzig, Museum der bildenden Künste („Selbstbildnisse Leipziger Künstler“)
- 1977/1978 und 1987/1988: Dresden, Albertinum (VIII. und X. Kunstausstellung der DDR)
- 1992: Holzminden, 1. Ausstellung des Bunds Bildender Künstler Leipzig e. V.
- 1992: Bonn, Künstlerforum Ars Lipsiensis
- 2020: Frankfurt/Oder, Rathaushalle („Der sachliche Blick in der DDR“)
- 2025: Cottbus, Kunstmuseum Dieselkraftwerk ("Unbeschreiblich weiblich. Frauenbilder in der DDR ")

## Weblink
- https://dasminsk.de/ausstellungen/813/wechselspiel_willi_sitte_monika_geilsdorf